# 2015年10月

## 10月1日
- 泰国政府多个政府部门网站遭到拒绝服务攻击，据信是网民抗议“单一网关计划”（Single Gateway plan）所策划的[1]。
- 美國俄勒岡州羅斯堡附近的安普瓜社區學院發生校園槍擊案，包括兇手在內的10人喪生。[2]
- 瓜地馬拉位於首都東方約15公里的埃爾坎布瑞村（El Cambray）發生土石崩落事故，至少26人喪生，數百人失蹤[3]。

## 10月2日
- 法国巴黎执行市政新规，随地乱扔煙蒂者将被罚款68欧元[4]。
- 俄軍空襲在敘利亞拉卡一帶的伊斯蘭國目標，至少12名恐怖分子被炸死。[5]

## 10月3日
- 2015年中国网球公开赛在中国北京国家网球中心开幕[6]。
- 北約在阿富汗昆都士的空襲中誤擊無國界醫生負責的醫院，造成至少12名醫師和7名病人罹難[7]。
- 中国国家男子篮球队在2015年亚洲篮球锦标赛上赢得冠军，易建联获提名最有价值球员[8]。

## 10月4日
- 2015年葡萄牙立法選舉進行投票。[9]
- 2015年吉爾吉斯斯坦議會選舉進行投票。[10]
- 阿富汗塔利班在夜間進攻法里亚布省首府迈马纳，至5日被政府軍擊退，23名塔利班成員陣亡。[11]

## 10月5日
- 香港前行政长官曾荫权因犯有公职人员行为失当罪、涉及在行会未有申报利益两项罪名，于东区法院接受提堂[12]。
- 2015年诺贝尔生理学或医学奖揭晓，中国中医科学院医学家屠呦呦与日本人大村智和爱尔兰人威廉·C·坎贝尔因分别发现治疗疟疾和治疗蛔虫寄生虫而获得该项殊荣[13]。

## 10月6日
- 台风彩虹在中国广西壮族自治区登陆造成山洪暴发，造成一个露营地有16名露营者失踪[14]。
- 2015年诺贝尔物理学奖揭晓，日本物理学家梶田隆章与加拿大人阿瑟·麦克唐纳共同获得该项殊荣[15]。
- 俄軍戰機在巴尔米拉和拉卡一帶炸死至少19名伊斯蘭國成員。[16]

## 10月10日
- 土耳其首都安卡拉发生两起爆炸案，造成至少30人死亡。[17]
- 泰國普吉島發生警民衝突。警察被民眾打回警局躲避，最後由泰國軍方出面鎮壓，暴動時間持續15小時[18]。
- 乍得发生一连串炸弹袭击，造成至少41人死亡。[19]

## 10月11日
- 2015年白俄羅斯總統選舉進行投票。[20]
- 2015年畿內亞總統選舉進行投票。[21]
- 尼泊尔共产党（联合马列）主席卡德加·普拉薩德·奧利當選尼泊爾總理。[22]

## 10月12日
- 天津爆炸兩個月後再發生一起爆炸事故。北辰区西堤头镇的一個無人倉庫發生爆炸起火[23]。

## 10月13日
- 《花花公子》雜誌宣佈中止62年來的傳統，今後將不再刊登女性的裸照，以後將轉為PG13級，此一變革將在2016年3月號起實施[24]。

## 10月15日
- 2015年聯合國安理會選舉（英语：United Nations Security Council election, 2015）結束，日本、乌克兰、埃及、塞内加尔和乌拉圭當選非常任理事国[25]。

## 10月16日
- 奈及利亞博尔诺州邁杜古里發生一起自殺炸彈襲擊。兩名自殺炸彈客衝入當地一間清真寺引爆炸彈，至少42人死[26]。
- 纏訟十年的Google图书訴訟案在美國做出判決。法官認定Google將書籍進行数字化扫描，是合理使用的邊界，屬於合法行為[27]。

## 10月17日
- 阿根廷西北部萨尔塔省發生5.9級地震，已知一名女性死亡[28]。
- 一艘尋求前往希臘的移民船在土耳其外海沉沒，12人溺斃，二十餘人獲救[29]。
- 中國國民黨通過會議，確定將大選候選人由立法院副院長洪秀柱換成黨主席朱立倫[30]。
- 至少40名伊斯蘭國武裝分子在敘利亞哈馬省的一次空襲中被疑似敘利亞或俄羅斯戰機炸死。[31]

## 10月18日
- 2015年埃及國會選舉第一階段開始投票。[32]
- 2015年瑞士聯邦選舉的國民院選舉及聯邦院第一階段選舉進行投票。[33]

## 10月19日
- 2015年加拿大國會下議院選舉進行投票。[34]

## 10月21日
- 环球影业举办活动庆祝科幻电影《回到未来系列》上映30周年，该日因系1989年电影《回到未来II》主角乘坐汽车改装时间机器所穿越到的日期而被称为“回到未来日”[35]。

## 10月22日
- 俄羅斯國防部部長谢尔盖·绍伊古宣布，將在與日本有領土爭議（英语：Kuril Islands dispute）的南千島群島建立新軍事基地[36]。

## 10月23日
- 法國吉倫特省皮斯甘鎮發生嚴重車禍，一輛載著老人出遊的旅遊巴與一輛貨車迎頭相撞，43人死亡。[37]

## 10月24日
- 五級颶風帕特里夏在墨西哥哈利斯科州登陸，並未產生預期中的重大破壞災情[38]。

## 10月25日
- 2015年阿根廷大選進行投票。[39]
- 2015年波蘭議會選舉進行投票。[40]
- 2015年坦桑尼亞大選進行投票。[41]
- 舉行總統選舉（英语：Ivorian presidential election, 2015）[42]。
- 刚果共和国舉行修憲公投（英语：Republic of the Congo constitutional referendum, 2015），修憲主旨是針對總統連任限制是否取消進行公投，若公投通過，未來該國總統可永久競選連任[43]。
- 海地舉行總統選舉（英语：Haitian presidential election, 2015），與第二輪議會選舉（英语：Haitian parliamentary election, 2015）的投票[44]。

## 10月26日
- 阿富汗興都庫什山脈發生強烈地震。[45]

## 10月27日
- 美國國防部宣布，由诺斯洛普·格鲁门公司獲得下一代遠程打擊轟炸機（LRS-B）的合約。根據其說法，LRS-B用以全面取代已老化的B-52轟炸機，且每架成本為B-2的三分之一[46]。

## 10月28日
- 尼泊尔共产党（联合马列）副主席比迪娅·戴维·班达里當選尼泊爾總統。[47]

## 10月29日
- 中國共產黨第十八屆中央委員會第五次全體會議（中共十八屆五中全會）決定，終止在中國已有36年歷史的一胎化政策，未來改推行两孩政策[48]。
- 沙烏地阿拉伯籍部落客與人權活動家拉伊夫．巴達威（英语：Raif Badawi）獲頒2015年萨哈罗夫奖[49]。
- 保羅·萊恩正式接任約翰·貝納出任美國眾議院第54任議長[50]。

## 10月30日
- 羅馬尼亞布加勒斯特一間名叫Colectiv的夜店發生了爆炸並引發火災，已知至少25死88傷[51]。
- 美国白宮宣布，將派遣小於50人的特種部隊至敘利亞北部，目的是協助抵抗伊斯蘭國[52]。
- 歐盟就中美兩國近期在南中國海的爭端表態支持美國[53]。
- 日本運動員內村航平贏得世界體操錦標賽男子個人全能項目（英语：World Artistic Gymnastics Championships – Men's individual all-around）中史無前例的6連霸冠軍[54]。
- 河南省漯河市舞陽縣北舞渡鎮發生一起民房倒塌事故，已知17死23傷[55][56]。

## 10月31日
- 俄罗斯科加雷姆航空9268号班机在从埃及沙姆沙伊赫飞往俄罗斯圣彼得堡的途中坠毁[57]。